# HMS Serapis (1779)
HMS Serapis («Серапис») — 44-пушечный двухдечный корабль. Первый корабль Королевского флота, названный в честь греко-египетского божества.

## Происхождение
Начиная с 1750 года, по классификации Адмиралтейства британским 44-пушечным кораблям присваивался 4 ранг. К 5 рангу относились только фрегаты. Но тип Roebuck, к которому принадлежал Serapis был меньше и его пушки слабее стандарта (главная батарея из 18-фунтовых, вместо 24-фн). Поэтому был зачислен в 5 ранг, как это практиковалось на 70 лет раньше.
Построен в 1779 в Ротерхайте, на верфи Greenland South. Корабельный мастер — Даниел Брент (англ. Daniel Brent).

## История службы
Под командованием капитана Ричарда Пирсона в 1779 года принял участие в бою у мыса Фламборо-Хед — самого известного в Соединённых Штатах морского сражения Войны за независимость США.
В этом бою Serapis сдался коммандеру Джон Пол Джонсу — «отцу американского военно-морского флота» — и приведён в нейтральный голландский порт, причём это был один из первых призов под американским флагом в европейских водах. В результате корабль приобрел печальную знаменитость, сначала в американской пропаганде с 1800 года, а затем и в истории.
В дальнейшем ввиду дипломатических коллизий был передан французскому приватиру, и под командованием капитана Роша в 1781 году перешёл в Индийский океан.
В июле 1781 года на Serapis по неосторожности одного из членов команды, уронившего фонарь в бочонок бренди, возник пожар. Два с половиной часа команда боролась с огнём, но в итоге прогорела спиртовая кладовая, и огонь добрался до порохового магазина. После того, как взрывом оторвало корму, корабль затонул.

## Память
В 1782 году английский Королевский флот пополнился новым 44-пушечным двухдечным кораблем «Серапис», в 1795 году переоборудованным в войсковой транспорт.
В ноябре 1999 года обломки «Серапис» были найдены недалеко от побережья Мадагаскара американскими морскими археологами Ричардом Суитом и Майклом Таттлом.